# إستيفانيا غوميز
إستيفانيا غوميز (بالإسبانية: Estefanía Gómez)‏ هي ممثلة كولومبية، ولدت في 19 نوفمبر 1976 في إيباغيه في كولومبيا.

## وصلات خارجية
- إستيفانيا غوميز على موقع IMDb (الإنجليزية)